# Ancora auguri per la tua morte
Ancora auguri per la tua morte (Happy Death Day 2U) è un film del 2019 scritto e diretto da Christopher Landon.
La pellicola è il sequel del film del 2017 Auguri per la tua morte.

## Trama
Lo studente Ryan si sveglia nella sua auto e incontra nella sua stanza Carter e la sua ragazza Tree; revisiona poi un progetto scientifico, il reattore Sissy, con i compagni Samar e Dre e, dopo che il Rettore Bronson gli annulla il progetto, viene ucciso da un uomo con una maschera da bambino e rivive lo stesso giorno. Si precipita allora da Tree, che gli spiega la sua esperienza simile vissuta da poco e, in seguito, capiscono che il reattore del suo progetto ne è stato la causa. Quando l’assassino prova ad ucciderlo, Tree lo smaschera e rivela un secondo Ryan, che avvisa tutti di uccidere l’originale: allora Ryan, terrorizzato, attiva Sissy e tutti perdono i sensi.
Tree si risveglia nella stanza di Carter il giorno del suo compleanno e rivive il suo loop, ma con alcune differenze: Lori non è l’assassina e Carter è fidanzato con una versione migliore di Danielle. Ryan teorizza che il reattore l’ha trasportata in un’altra dimensione e, quando la ragazza scopre che sua madre è ancora viva in questa realtà, decide di rimanere.
Quella notte Tree va in ospedale per intercettare il criminale John Thombs al momento della sua evasione ma viene fermata da un poliziotto, ucciso poi dall’assassino. Tree corre da Lori che le spiega che l’assassino non può essere Thombs in quanto l’ha appena portato nell'infermeria. L’assassino accoltella Lori, e Tree scappa, morendo però accidentalmente cadendo dal tetto. Tree chiede così aiuto al gruppo di Ryan, nonostante sarebbe servito provare dozzine di algoritmi. Sotto suggerimento di Carter, Tree funge da diario del gruppo memorizzando gli algoritmi e uccidendosi alla fine del giorno per rispiegarlo ogni volta al gruppo. Infine le sue ferite aumentano e sviene, venendo portata in ospedale, dove ruba una pistola alla ricerca di Thombs ma trova Lori già morta. Spara quindi all’assassino mascherato ma ne appare un altro: decide così di far esplodere delle bombole di gas uccidendo sia sé stessa che il secondo killer.
Il gruppo finalmente scopre l'algoritmo corretto, ma un problema tecnico causa un ritardo. Dovendo scegliere in quale dimensione rimanere una volta chiuso il loop, decide di restare in questa alternativa, nonostante le proteste di Carter. Tree si nasconde dall’assassino in un hotel con la sua famiglia, ma scopre che Carter è morto cercando di salvare Lori. Decide quindi di uccidersi e di disattivare il reattore per salvare entrambi. La giornata ricomincia, ma decide di tornare nella realtà originale. Avvisa Lori di terminare la relazione con il professore, ha un’ultima commovente conversazione con la madre e scopre del tradimento verso Carter da parte di Danielle.
Bronson confisca il reattore prima che il gruppo lo possa attivare, ma Tree insiste in quanto preoccupata di non sopravvivere a un'altra morte a causa delle sue numerose ferite. Danielle li aiuta a distrarre Bronson mentre loro riprendono il reattore. Mentre Ryan attiva il reattore, Tree va in ospedale a salvare Lori ma è ostacolata dal secondo assassino, che si scopre essere proprio il professore (che, in questa realtà, è invece solo dottore) Butler, che tenta di cancellare l’evidenza della sua infedeltà verso la moglie Stephanie. Quest'ultima tuttavia appare e spara a Lori, rivelando di essere alleata del marito prima che questi le spari. Tree riesce a uccidere Butler, Lori sopravvive, e la ragazza si scambia un bacio con Carter mentre il reattore esplode, mandando Tree alla sua dimensione originale.
Più tardi, il gruppo viene portato a un laboratorio dove è stato trasportato il reattore, e viene chiesta la loro collaborazione in un’approfondita sperimentazione al riguardo. Quando gli agenti li avvertono di aver bisogno di una persona come soggetto dei loro esperimenti, Tree risponde dicendo di conoscerne una perfetta al pauroso ruolo. Nella sua stanza, Danielle si sveglia urlando dall'orrore.

## Produzione
Nell'ottobre 2017 il regista Christopher Landon dichiara di avere un'idea per un possibile sequel, che si concentra sul perché Tree sia rimasta intrappolata in un anello temporale.
Le riprese del film sono iniziate il 14 maggio 2018 a New Orleans.
Il budget del film è stato di 9 milioni di dollari.

## Promozione
Il primo trailer del film viene diffuso il 30 novembre 2018.

## Distribuzione
Il film, inizialmente previsto nelle sale cinematografiche statunitensi per il 14 febbraio 2019, è stato anticipato al 13 febbraio per evitare il sovrapporsi con l'anniversario del massacro alla Marjory Stoneman Douglas High School; nelle sale italiane è stato distribuito dal 28 febbraio dello stesso anno.

## Accoglienza

### Critica
Sull'aggregatore Rotten Tomatoes il film riceve il 71% delle recensioni professionali positive con un voto medio di 6,10 su 10 basato su 210 critiche, mentre su Metacritic ottiene un punteggio di 57 su 100 basato su 31 critiche.

### Incassi
Il film ha incassato 64600152 $ in tutto il mondo a fronte di un budget di 9 milioni di dollari.

## Sequel
In un'intervista prima dell'uscita del film nelle sale, il regista Landon ha dichiarato di avere già in mente la storia per un possibile terzo capitolo, che verrà prodotto solo in caso di successo commerciale del secondo. Nel luglio 2019 il regista aveva affermato che un terzo capitolo non era in fase di elaborazione, mentre nel giugno 2020 il produttore Jason Blum ha dichiarato di volersi impegnare affinché il terzo film si faccia.